# 亀山城 (丹波国)
亀山城（かめやまじょう）は、京都府亀岡市荒塚町周辺（旧丹波国桑田郡亀岡）にあった日本の城。亀岡城とも。明智光秀によって丹波統治の拠点として機能した城郭である。江戸時代初頭には近世城郭として整備された。
大正時代に新宗教「大本」が購入、神殿を築いたが第二次大本事件で日本政府により破却、一部の施設は爆破された。第二次世界大戦で日本が連合国に敗北して降伏したのち、大本に返還された。再建後も、大本の本部が置かれている。

## 歴史

### 戦国時代
織田信長の命を受けて丹波攻略に従事中であった明智光秀が、口丹波にある亀岡盆地の中心であった亀山に天正6年（1578年）に築城し、天正6年中に完成したと考えられる。ただし、天正5年（1577年）の1月晦日付の光秀の書状に亀山に惣堀の普請を国衆の長沢又五郎らに命じたことが記されていることから、天正4年（1576年）には築城計画が存在していたとする見方もある。丹波の他の城と異なり、総構えが掘られており、このことから一国の拠点となる城として、それにふさわしい威容を誇っていたといえる。丹波平定後はそのまま丹波経営の拠点となったが、光秀は天正10年（1582年）に本能寺の変を起こし、まもなく羽柴秀吉に敗れて、逃走中に討死。その後は天下を統一した秀吉の重要拠点として一門の羽柴秀勝（信長の子）・豊臣秀勝（秀吉の甥・江の夫 ）・豊臣秀俊（小早川秀秋）や豊臣政権で五奉行の一人となった前田玄以などが入った。

### 江戸時代

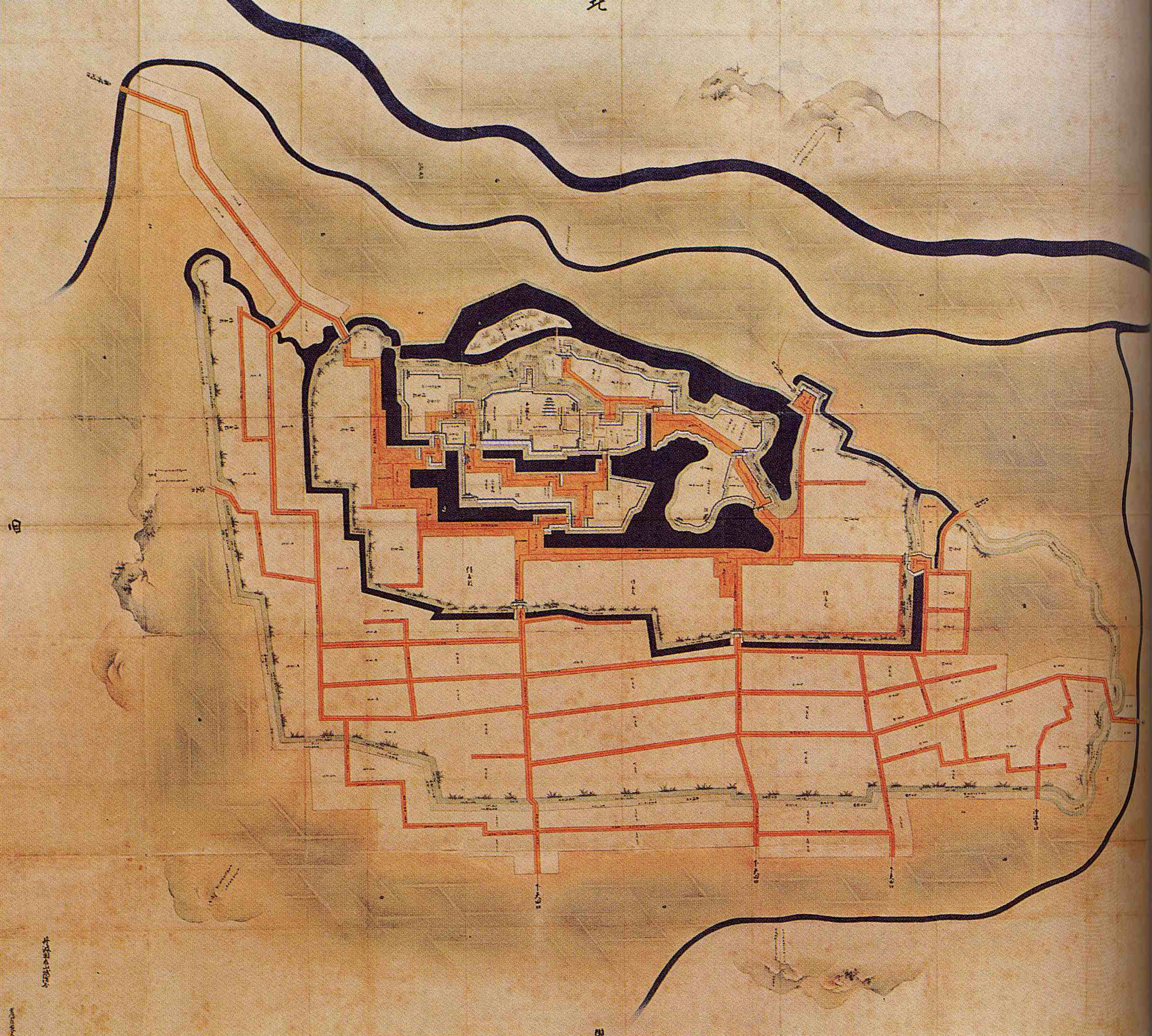
古絵図

秀吉の死後に天下を手中にした徳川家康もこの城を重要視し、慶長14年（1609年）に譜代大名である岡部長盛（在任1609年 - 1621年）を入封させ、丹波亀山藩主に任じた。さらに「天下普請」により幕府が西国大名に命じ近世城郭として亀山城を大修築した。藤堂高虎が縄張りを勤め、慶長15年（1610年）夏ごろに完成し、本丸には5重の層塔型天守が上がった。
寛延元年（1748年）以降は、形原松平氏が居城し、明治2年（1869年）に亀岡藩へ改称。同4年（1871年）に亀岡県が置県され、廃藩となった。

### 明治維新以降
- 1873年（明治6年） - 陸軍省が城の存廃を決定し建物の一部を払い下げる。
- 1877年（明治10年） - 政府が廃城処分を決定する。
- 1889年（明治22年） - 市町村に払い下げされ転売される。
- 1919年（大正8年） - 11月18日、新宗教「大本」の指導者出口王仁三郎（亀岡出身）[5]が管理されず荒廃していた本城を購入、従来の根拠地綾部に並ぶ拠点にすべく整備を開始した[9]。大本側の名称は“天恩郷”[10][11]。
- 1935年（昭和10年）12月8日以降 - 大日本帝国政府は王仁三郎に対する警戒を強め、治安維持法違反を理由に[12]、第二次大本事件で徹底的な弾圧を加えた[13]。そして拘束されていた王仁三郎から所有権を格安値で亀岡町に譲渡させる[14]。大東亜戦争終結までに第二次大本事件の裁判は二度行われたが[注釈 1]、結審前にもかかわらず内務省や法務省の主導で大本施設の破却が進められた[18]。本城の破壊は清水組により実施され[3]、1936年（昭和11年）5月11日から6月12日まで続いた[19]。神殿は1500発のダイナマイトで爆破され、象徴的な石は再利用できぬよう日本海に捨てられた[20][21][22]。1937年（昭和12年）に訪れた坂口安吾は『日本文化私観』で鉄条網で囲まれた城の様子を描いている[23]。太平洋戦争で亀岡市は空襲されず[5]、城はそれ以上の破壊を免れた。日本の敗北後[17]、連合国軍占領期に本城の所有権は再び大本に渡った。そのまま大本の聖地として現在に至る[24]。

## 天守

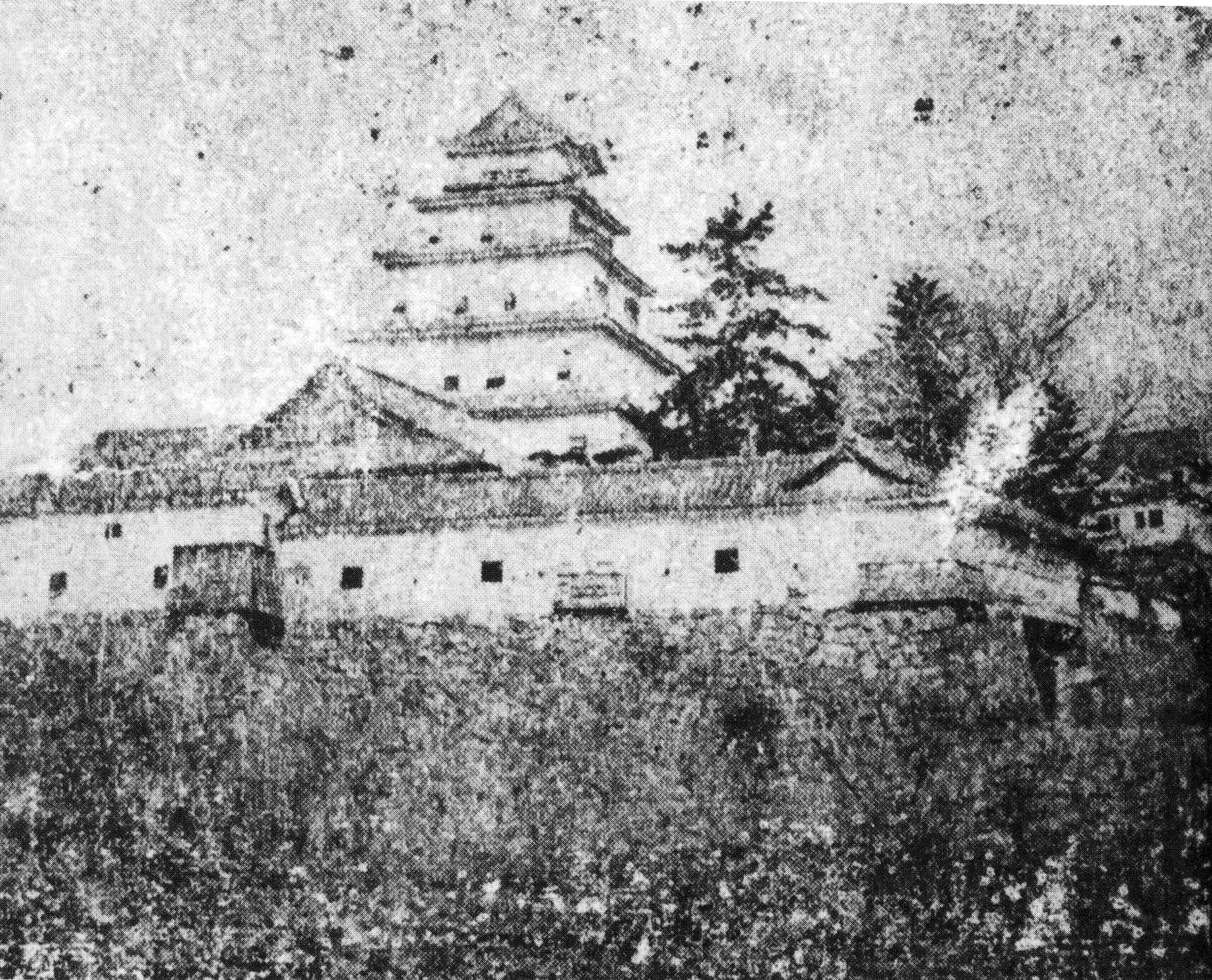
明治5年（1872年）に撮影された亀山城本丸南面

明治初年に撮影されたものは、慶長14年（1609年）に建てられた層塔型5重5階の大天守と2重の小天守が複合した複合式天守である。大天守の最上階には飾りの回り縁、高欄を付け、最上重屋根に入母屋破風と軒唐破風があるのみで、それ以外の階や重には、装飾的な窓や破風は一切ない。
亀山城の天守は、創建当初では明智光秀によって3重の天守が構えられ、後の小早川秀秋の時（文禄2年（1593年））に5重に改築されたという。以降この天守については不明であるが、建築史の観点では、破風の一切ない層塔型天守は慶長14・15年（1609年・1610年）以降に見られるもので、それ以前の小早川時代に改変されたという天守はそれ以降に再び改変されたか解体され、明治期に撮影された姿のものが新しく建造されたのではないかといわれている。

### 層塔型の初例とする説
丹波亀山城の天守を、日本初の層塔型天守であるとする見解もあるが、『寛政重修諸家譜』を根拠に今治城天守（1604年から1608年の間の建造）を移築したものであるという説がある。この説では、徳川家康がこの亀山城を天下普請によって造営した際、縄張設計を担当した藤堂高虎が、元々自身の居城である上野城へ移築するために解体していた用材を献上し、建てたものであるとしている。これを元に、今治城天守を層塔型天守の初見とする説がある一方で、今治城天守の外観や規模は不明であり、また天守の存在について発掘調査からは認められてはいない。
なお、天守ではないが初期の層塔型として加納城御三階（1602年）がある。

## 遺構
天守台・石垣・堀・土塁などは大本が買収した後に改変され、宗教施設が築かれた。昭和10年（1935年）には大本事件の際に当時の日本政府によってほとんどが破却されたが、終戦後、教団によって修復されている。1992年（平成4年）12月8日、宗教的理由により旧神殿部分が立ち入り禁止となった。新御殿門（長屋門）は亀岡市立千代川小学校に移築されている。

## アクセス
JR西日本嵯峨野線亀岡駅から南へ徒歩10分。ただし城郭は宗教法人大本の敷地であるため、見学には入口受付で申込み、許可を取る必要がある。また、城門の移築先の千代川小学校へは同千代川駅下車、西へ徒歩5分。